# Success Is Certain
Success is Certain — пятый студийный альбом рэпера Royce da 5'9", издан 26 июля 2011 года. Первый сингл с альбома «Writer’s Block», записанный совместно с Эминемом, выпущен в марте 2011 года. Продюсерами альбома являются DJ Premier, Mr. Porter, Eminem, Nottz, StreetRunner, The Futuristics и The Alchemist. В качестве приглашённых исполнителей в записи альбома приняли участие рэперы Joe Budden, Yelawolf, Raekwon и Трэвис Баркер.

## Об альбоме
Обложка альбома и трек-лист стали известны 4 июля 2011 года. Обложка чёрно-белая. На ней изображена автомобиль марки Rolls-Royce, которая стоит напротив Детройтского сбербанка. В верхнем левом углу показана эмблема «R5’9»" с надписью «Royce», который написан под логотипом в мелком шрифте. Трек-лист альбома был представлен в тот же день.
Первым синглом с «Success Is Certain» стала песня Writer’s Block, которая была выпущена 29 марта 2011 года на iTunes. Сингл был записан совместно с рэпером Эминемом, который пел только припев песни. Сингл спродюсирован StreetRunner и Рэймондом Диаз. После записи песни, Royce и Eminem в качестве дуэта Bad Meets Evil начали запись дебютного мини-альбома, Hell: The Sequel. Второй сингл, «Second Place», был выпущен 14 июня 2011 года. Песня была спродюсирована DJ Premier. По слухам, в песне будут читать рэперы Method Man и Raekwon. Но информация оказалась ложной. Третий сингл «Legendary» был выпущен 19 июля 2011. Все три сингла были опубликованы на официальном сайте Ройса.

## Релиз
«Success Is Certain» дебютировал на 25-й строчке чарта Billboard 200 с проданными 16,000 копиями в первую неделю. За вторую неделю продано 4,700 копий, тем самым всего продано 20,700 копий.

## Список композиций
| №   | Название                                        | Продюсер(ы)             | Длительность |
| --- | ----------------------------------------------- | ----------------------- | ------------ |
| 1.  | «Legendary» (drums by Travis Barker)            | Eminem, The Futuristiks | 4:49         |
| 2.  | «Writer’s Block» (при участии Eminem)           | StreetRunner, Soram     | 4:35         |
| 3.  | «Merry Go Round»                                | Nottz                   | 2:40         |
| 4.  | «Where My Money»                                | StreetRunner            | 3:14         |
| 5.  | «ER» (при участии Kid Vishis)                   | StreetRunner            | 2:54         |
| 6.  | «On the Boulevard» (при участии Nottz и Adonis) | Nottz                   | 3:47         |
| 7.  | «I Ain’t Coming Down»                           | The Alchemist           | 3:44         |
| 8.  | «Security»                                      | Mr. Porter              | 3:39         |
| 9.  | «Second Place»                                  | DJ Premier              | 3:46         |
| 10. | «My Own Planet» (при участии Joe Budden)        | Mr. Porter              | 3:36         |
| 11. | «I’ve Been Up, I’ve Been Down»                  | Mr. Porter              | 4:13         |

| №   | Название                                      | Продюсер(ы) | Длительность |
| --- | --------------------------------------------- | ----------- | ------------ |
| 12. | «Rock That» (при участии Kid Vishis)          |             | 4:04         |
| 13. | «Writer’s Block» (remix) (при участии Eminem) | DJ Premier  | 4:47         |

## Позиции в чартах
| Чарт (2011)               | Высшая позиция |
| ------------------------- | -------------- |
| US Billboard 200          | 25             |
| US Top R&B/Hip-Hop Albums | 7              |
| US Top Rap Albums         | 5              |
| US Independent Albums     | 3              |